# Дебальцевский сельский совет
Дебальцевский сельский совет (укр. Дебальцівська сільська рада) — входит в состав Васильковского района Днепропетровской области Украины.
Административный центр сельского совета находится в с. Дебальцево.

## Населённые пункты совета
- с. Дебальцево
- с. Весёлый Кут
- с. Луговое
- с. Новотерсянское
- с. Охотничье
- с. Перевальское
- с. Пришиб